# Louis Ferdinand de Mondet
Louis Ferdinand de Mondet, auch Ludwig Ferdinand von Mondet, (* 18. Oktober 1748 in Ronse; † 13. Dezember 1819 in Graz) war ein österreichischer General in der Zeit der Koalitionskriege.

## Leben
Mondet war bürgerlicher Herkunft, er entstammte einer angesehenen wallonischen Familie aus Ronse in den österreichischen Niederlanden. Um 1766 trat Mondet in das heimische Dragoner-Regiment Saint-Ignon der österreichischen Armee ein. Im Ersten Koalitionskrieg zeichnete er sich 1790 als Major in einem Gefecht bei Nassogne aus, wofür er den Maria-Theresien-Orden erhielt. Nach weiteren Erfolgen 1793 zum Oberstleutnant befördert, übernahm Mondet im September 1796 als Belohnung für seinen Einsatz in der  für Österreich siegreichen Schlacht bei Würzburg am 3. September 1796 das Kommando über „sein“ Regiment, das inzwischen nach dem neuen Inhaber Latour hieß. Im selben Jahr wurde Mondet nobilitiert.
Seit 1797 im Range eines Obersts, trug Mondet während des Zweiten Koalitionskrieges in der Schlacht bei Stockach zum österreichischen Sieg bei und wurde im Januar 1800 zum Generalmajor befördert. Nachdem er 1808 zum Feldmarschallleutnant ernannt worden war, übernahm Mondet das Kommando der Festung Graz.
Als im Frühjahr 1809 Erzherzog Ferdinand von Este das 7. Korps für den Feldzug gegen das Herzogtum Warschau zusammenstellte, berief er Mondet zum Führer der Infanterie. Nach verschiedenen Misserfolgen musste sich Ferdinand Anfang Juli mit dem Gros des Korps auf den entscheidenden Kriegsschauplatz Mähren zurückziehen und übergab Mondet den Oberbefehl. An der Spitze der verbleibenden Truppen lieferte Mondet dem über die Weichsel nachdrängenden polnischen Oberkommandierenden Józef Antoni Poniatowski am 11. Juli ein erfolgreiches Rückzugsgefecht bei Jedlińsk, unweit von Radom. Wenige Tage später handelte Mondet mit dem Kommandanten der polnischen Vorhut einen Waffenstillstand zwecks Räumung und Übergabe der alten polnischen Hauptstadt Krakau am 15. Juli aus.
In der Folge entstand wegen der handstreichartigen Besetzung Krakaus durch russische Truppen in der Nacht zum 15. Juli ein schweres Zerwürfnis unter den „verbündeten“ Russen und Polen. Während die polnische Seite ihre Brüskierung auf eine Vereinbarung Mondets mit den Russen zurückführte, sah die deutsche Publizistik in dem Ereignis einen Missgriff ehrgeiziger russischer Unterführer. Im Kommando des 7. Korps wurde Mondet im August 1809 durch Feldmarschallleutnant Schauroth abgelöst.
Nach Kriegsende im Oktober 1809 ging er in den Ruhestand, den er in Graz verbrachte. Verheiratet war er mit Annette de Haulleville aus Ronse.